# Tatai porhanyóbánya ürege
A Tatai porhanyóbánya ürege Magyarország megkülönböztetetten védett barlangjai között van. A Duna–Ipoly Nemzeti Park területén található Tatán helyezkedik el. Régészeti szempontból jelentős barlang.

## Leírás
Az Eötvös József Gimnázium és Kollégium kerítése alatti feltöltött kőbánya ÉNy-i falában, a gimnázium elkerített sportpályájának területén helyezkedik el. A mésztufában létrejött és ráccsal lezárt barlang csak kutatási céllal és engedéllyel látogatható.

## Kutatástörténet
Az 1937-ben megjelent, Szeghalmy Gyula által írt könyvben szó van arról, hogy Tatán, az interglaciális idők egyik melegebb szakaszában a mésztufára 30–40 cm vastag löszréteg rakódott és erre egy őshorda telepedett le, hogy itt, a nagyvadak által gyakran felkeresett és vízgazdag vidéken szerezze meg táplálékát. A hévforrások később megint erősebben működtek és elöntötte a löszmezőt a megáradt víz. Kénytelen volt elvándorolni a horda, a kialakuló mésztufa pedig az évezredek alatt megint több méter vastag réteggel fedte be a régi emberi telepeket. Ezzel az új idők számára megőrződtek az itteni kezdetleges élet emlékei.
Kormos Tivadar 1910-ben a tatai Esterházy-féle mésztufabánya kálvária-hegyi kőfejtőjében, 8 m vastag tufaréteg alatt, a tufa és lösz egymással érintkező rétegében megtalálta a régi telepet és kutatásai során tűzhelymaradványokat, összetördelt, megpörkölt mammut, gyapjas orrszarvú és taránd csontokat, a környéken szerzett tűzkőből, kvarcitból, jáspisból és szarukőből készült kb. 200 darab moustiéri kultúrájú szerszámot, köztük finoman megmunkált vakarókat, vaskos lándzsahegyeket és 800 darab szilánkot ásott ki a rétegből. A telep a feltárás körülményei miatt egyike a világ legérdekesebb őskőkorszaki telepeinek.
A 2001. szeptember 28-i barlangbejáráskor a Gerecse Barlangkutató és Természetvédő Egyesület megállapította, hogy nincs benne denevér. A Duna–Ipoly Nemzeti Park Igazgatóság működési területén, a Gerecse hegységben elhelyezkedő és 4630/92 kataszteri számú Tatai porhanyóbánya ürege, 2006. február 28-tól, a környezetvédelmi és vízügyi miniszter 8/2006. KvVM utasítása szerint, megkülönböztetett védelmet igénylő barlang. A Duna–Ipoly Nemzeti Park Igazgatóság működési területén lévő és 4630-92 kataszteri számú Tatai porhanyóbánya ürege, 2012. február 25-től, a vidékfejlesztési miniszter 4/2012. (II. 24.) VM utasítása szerint, megkülönböztetetten védett barlang. 2021. május 10-től az agrárminiszter 17/2021. (IV. 9.) AM rendelete szerint a Tatai porhanyóbánya ürege (Gerecse hegység, Duna–Ipoly Nemzeti Park Igazgatóság működési területe) az igazgatóság engedélyével látogatható. A 13/1998. (V. 6.) KTM rendelet egyidejűleg hatályát veszti.